# 陈一冰
陳一冰（1984年12月19日—），天津人，中國國家體操隊前運動員，現任中國國家體操隊男隊隊長，北京師範大學在校生；擅長吊環項目，四屆世錦賽吊環冠軍，2008奧運吊環冠軍，有“吊環王子”之美譽。亦因為外表帥氣而廣受女粉絲歡迎，跟隊友李小鵬是體操隊公認的帥哥，有「冰王子」之稱。2015年，創立個人運動品牌App《型動App》。

## 成長環境
陳一冰出生在天津市一個熱愛體育的家庭。他的爺爺年輕的時候就擅長百米跑、撐竿跳、乒乓球等多項體育運動；而他的父親，則曾經奪得過“天津市職工業餘速滑比賽”的冠軍；他又是冬天生的；陳一冰的名字，更是因此而來。
因是早產兒的關係，陳一冰出生時不足五斤，在暖箱過了一星期。由於自幼體弱多病，1990年3月，陳一冰被父母送往體操教練趙奇處學習體操，從此踏上體操之路。

## 運動生涯
在陳一冰還不到5歲的時候，他就開始在“天津市業餘體校”接受體操訓練；1994年10月，進入“天津專業隊訓練”；但直到2001年16歲時，才終獲機會，以替補身份入選中國國家體操集訓隊；並以奪得世錦賽吊環金牌的天津同鄉董震為榜樣目標。
在體操界中，算得上是“大器晚成”的陳一冰，自2005年開始，才在國際比賽中逐漸地嶄露頭角。在這年舉行的世界大學生運動會上，他奪得了體操吊環冠軍。作為主力成員，陳一冰和隊友合作，又接連在2006年和2007年的體操世錦賽上，為中國隊獲得了團體賽的冠軍；同時，他個人還摘得了吊環項目的兩屆金牌。
陳一冰技術特點是力量足、動作到位、身形好；在吊環上的優勢非常突出。在獲得2006年世界體操錦標賽男子個人全能第四名的好成績後，陳一冰一直被寄予是承接楊威、繼續為中國在男子體操個人全能專案上奪冠軍的候選人。
在2008年北京奧運會上，陳一冰和楊威、李小鵬、肖欽、鄒凱、黃旭組成的中國體操男隊奪得了團體金牌；而他個人，則以16.600分的成績，獲得了吊環冠軍。這使陳一冰成為，繼李寧之後第二位獲該項目奧運會金牌的中國運動員。
他在中華人民共和國第十一屆全國運動會後被任命為中國國家體操隊男隊隊長，接替已退役的黃旭。
在2010年的訪問，他透露自己在新的一年將會積極地向全能方面發展。
2010年在世界體操錦標賽和廣州亞運的體操男子團體比賽，由陳一冰、張成龍、馮喆、滕海滨、呂博、嚴明勇組成的中國隊獲得冠軍。
2010年廣州亞運開幕式中，與吳國沖、容志行、鄧亞萍、何沖一起成為最後五名火炬手之一。
2011年世界體操錦標賽，與滕海濱、張成龍、馮喆、嚴明勇、鄒凱一起再度蟬聯男子團體冠軍，以15.8分蟬聯吊環冠軍。
2012年在倫敦奥运会體操男子團體比賽，陳一冰與張成龍、馮喆、郭伟阳、邹凯組成中國隊，以零失誤的表現蟬聯冠軍。
在8月6日的吊环单项中，他以0.1分之差負於巴西选手阿图尔·扎内蒂，夺得银牌。但賽後裁判被指打分不公，導致陳一冰未能衛冕金牌。意大利隊在接受媒體訪問時表示「不可思議」，他們認為“正確的結果”應該是陳一冰冠軍，意大利的莫蘭迪亞軍，巴西的納巴雷特應只得銅牌。而比賽選手之一，保加利亞的名將約夫切同樣認為陳一冰當天的表現是最好的。
陳一冰在吊環項目結束後，宣布退出國際體操比賽賽場。

## 獲獎
- 2005年
  - 世界大學生運動會體操吊環金牌；
  - 中國第十屆全國運動會男子體操全能第七名；
- 2006年
  - 全國體操錦標賽個人全能金牌、吊環金牌；
  - 亞洲體操錦標賽體操男子團體冠軍、吊環金牌、個人全能金牌
  - 第39屆世界體操錦標賽體操男子團體冠軍、吊環金牌、個人全能第四名；
  - 多哈亞運會團體冠軍、吊環冠軍、個人全能第四名；
- 2007年
  - 第40屆世界體操錦標賽體操男子團體冠軍、吊環金牌；
- 2008年
  - 中國全國體操錦標賽暨奧運選拔賽吊環冠軍；
  - 北京奧運會男子體操團體冠軍、吊環金牌；
- 2009年
  - 中國第十一屆全運會奪得吊環銅牌；
  - 全國體操錦標賽吊環銀牌
- 2010年
  - 第42屆世界體操錦標賽體操男子團體冠軍、吊環金牌；
  - 廣州亞運會男子體操團體冠軍、吊環金牌
  - 全國體操錦標賽吊環金牌
- 2011年
  - 第43屆世界體操錦標賽體操男子團體冠軍、吊環金牌；
  - 全國體操錦標賽吊環金牌
- 2012年
  - 倫敦奧運會男子體操團體冠軍、吊環銀牌

## 創業／個人品牌
- 2015年
  - 創辦個人運動品牌App《型動》[9][2]

## 固定綜藝
| 日期             | 節目名稱               | 合演固定主持           |
| ---------------- | ---------------------- | ---------------------- |
| 2015年11月28日－ | 深圳衛視《閃亮的爸爸》 | 潘瑋柏、高雲翔、黃子韜 |

## 外部連結
- 陳一冰的新浪微博
- 型動Go的新浪微博